# Immortal Love
Immortal Love ist ein US-amerikanischer Vampir-Pornospielfilm der Regisseurin Stormy Daniels aus dem Jahr 2012 mit Gracie Glam in der Hauptrolle.

## Handlung
Madelyn beschließt, ihre Verlobung mit Charles wegen seiner Untreue aufzulösen. Sie ist jetzt allein und einsam. Sie isoliert sich in ihrer Wohnung und hat Interesse an ihrem Klavierspiel gefunden. Als sie jedoch spät in der Nacht alleine unterwegs ist, wird sie von einem gutaussehenden jungen Mann, Donovan (einem Vampir), vor einer Gruppe von einigen Möchtegern-Angreifern rettet, bestätigt sich Madelyns Verdacht. Als sie dem mysteriösen Mann gegenübertritt, lassen ihre unbestreitbare Leidenschaft zwei sehr unterschiedliche Welten aufeinanderprallen. Madelyn erfährt schnell, dass nicht nur ihr Herz in Gefahr ist, sondern auch ihre Seele. Es stellt sich die Frage ob ihre unsterbliche Liebe die Widrigkeiten überwinden oder sie alle zerstören wird.

## Wissenswertes
- Der Film ist Teil der Wicked Passion Serie, wie auch die Filme Heart Strings und A Love Story.

## Nominierungen
- 2013: AVN Awards, Nominee: Best Actor, Xander Corvus
- 2013: AVN Awards, Nominee: Best Romance Release
- 2013: NightMoves Award, Nominee: Best Feature
- 2013: Sex Awards, Nominee: Adult Movie of the Year